# ペイント・ザ・ナイト
ペイント・ザ・ナイト （英語: Paint the Night） は、世界のディズニーパークで公演されている夜のパレードである。

## この公演が行われているパーク
- 香港ディズニーランド（香港ディズニーランド・リゾート）

過去に存在していたパーク
- ディズニーランド（ディズニーランド・リゾート）

## 概要
1972年の公演開始以来大人気のエレクトリカルパレードを継承した新しい夜のパレード。2014年に香港ディズニーランドで公演が開始され、74万個を超えるLEDライトが使われている。その後、開園60周年を記念してカリフォルニアのディズニーランドでも公演が開始され、アナと雪の女王をテーマとしたフロートが加わったほか、LEDライトの数が香港版の倍近い150万個となった。
両バージョンともテーマソングとして映画シュガー・ラッシュの主題歌であるアウル・シティーのWhen Can I See You Again?、さらにエレクトリカルパレードのテーマソングであるバロック・ホウダウンのアレンジバージョンも使われている。

## 香港ディズニーランド
ディズニー・ペイント・ザ・ナイトは、香港ディズニーランドで2014年10月1日に公演が開始された。

### パレード構成
ピーター・パン
ディズニー映画『ピーター・パン』より
- ティンカー・ベル

モンスターズ・インク
ディズニー映画『モンスターズ・インク』より
- ダンス・パーティー

カーズ
ディズニー映画『カーズ』より
- エレクトリック・ロードウェイ・ジャム

リトル・マーメイド
ディズニー映画『リトル・マーメイド』より
- エレクトリック・ウォーターカラー

ベル
ディズニー映画『美女と野獣』より
- キャンドルライト・ドリーム

トイ・ストーリー
ディズニー映画『トイ・ストーリー』より
- エレクトリック・ロデオ

フィナーレ
- ライトスティック・フィナーレ

### 使用楽曲
ピーター・パン
- 右から二番目の星 - The Second Star to the Right
- 君も飛べるよ！ - You Can Fly

モンスターズ・インク
- モンスターズ・インクのテーマ - Monsters, Inc. Theme
- 絶叫フロア - The Scare Floor

カーズ
- ライフ・イズ・ア・ハイウェイ - Life is a Highway
- ルート66 - Route 66

リトル・マーメイド
- アンダー・ザ・シー - Under the Sea
- パート・オブ・ユア・ワールド - Part of Your World

トイ・ストーリー
- 君は友だち - You've Got a Friend in Me
- 僕らはひとつ - We Belong Together

ベル
- 愛の芽生え - Something There
- 美女と野獣 - Beauty and the Beast
- 一人ぼっちの晩餐会 - Be Our Guest'

フィナーレ
- ミッキーマウス・クラブ・マーチ - Mickey Mouse Club March
- ジッパ・ディー・ドゥー・ダー - Zip-A-Dee-Doo-Dah
- 星に願いを - When You Wish Upon a Star

## ディズニーランド
ペイント・ザ・ナイト・パレードは、ディズニーランド・リゾートの開園60周年を記念して2015年5月21日に公演が開始された。なお、開園60周年イベント終了に伴い2016年9月5日をもって一旦終了したが、ミッキーマウスの88回目のスクリーンデビュー日である2016年11月18日より2017年1月8日までの期間限定で公演された。

### パレード構成
ピーター・パン
ディズニー映画『ピーター・パン』より
- ティンカー・ベル・アンド・ザ・ドラム

モンスターズ・インク
ディズニー映画『モンスターズ・インク』より
- ダンス・パーティー

カーズ
ディズニー映画『カーズ』より
- エレクトリック・ロードウェイ・ジャム

リトル・マーメイド
ディズニー映画『リトル・マーメイド』より
- エレクトリック・ウォーターカラー

プリンセス
ディズニー映画『美女と野獣』、『シンデレラ』、『塔の上のラプンツェル』より
- キャンドルライト・ドリーム

トイ・ストーリー
ディズニー映画『トイ・ストーリー』より
- エレクトリック・ロデオ

アナと雪の女王
ディズニー映画『アナと雪の女王』より
- フローズン・フラクタル

フィナーレ
- ライトスティック・フィナーレ

### 使用楽曲
ピーター・パン
- 右から二番目の星 - The Second Star to the Right
- 君も飛べるよ！ - You Can Fly

モンスターズ・インク
- モンスターズ・インクのテーマ - Monsters, Inc. Theme
- 絶叫フロア - The Scare Floor

カーズ
- ライフ・イズ・ア・ハイウェイ - Life is a Highway
- ルート66 - Route 66

リトル・マーメイド
- アンダー・ザ・シー - Under the Sea
- パート・オブ・ユア・ワールド - Part of Your World

トイ・ストーリー
- 君は友だち - You've Got a Friend in Me
- 僕らはひとつ - We Belong Together

ベル
- 夢はひそかに - A Dream Is a Wish Your Heart Makes
- 美女と野獣 - Beauty and the Beast
- 輝く未来 - I See the Light

アナと雪の女王
- 雪だるま作ろう - Do You Want to Build a Snowman?
- レット・イット・ゴー - Let It Go
- あこがれの夏 - In Summer
- 生まれて初めて - For the First Time in Forever

フィナーレ
- ミッキーマウス・クラブ・マーチ - Mickey Mouse Club March
- ジッパディードゥーダー - Zip-A-Dee-Doo-Dah
- 星に願いを - When You Wish Upon a Star